# (31491) Demessie
1999 CF57 (asteroide 31491) é um asteroide da cintura principal. Possui uma excentricidade de 0.00566210 e uma inclinação de 3.13166º.
Este asteroide foi descoberto no dia 10 de fevereiro de 1999 por LINEAR em Socorro.